# Enzimologia
L'enzimologia è una branca delle scienze biologiche basata sullo studio degli enzimi e dei loro prodotti derivati. Lo studio dell'enzimologia è focalizzato sulla catalisi enzimatica e relative proprietà, come anche su quali potrebbero essere le applicazioni nell'industria utilizzando gli enzimi.

## Il superamento del dogma della biologia
Lo studio approfondito della biologia e delle branche ad essa collegate è ormai focalizzato sull'utilizzo di concetti predefiniti e ben consolidati.  Lo stesso dogma della biologia afferma che la vita parte dal DNA e non tiene quindi conto di cosa ci sia prima. Il DNA è infatti il prodotto di una serie di reazioni chimiche che partono dall'atomo e che sono estese grazie all'aiuto degli enzimi. Sotto questo punto di vista bisognerebbe focalizzare lo studio della materia partendo proprio dagli elementi principali della vita e non dal DNA, essendo questo un prodotto derivato.

## L'approccio degli enzimi
Gli enzimi sono macromolecole proteiche in cui la struttura è depositaria di “memorie”, interattive con i substrati specifici.
Lo studio iniziale sugli enzimi assumeva il sito attivo dell’enzima come una struttura rigida e l’adattamento di un substrato nel sito attivo più o meno come quello di una chiave nella serratura. Questa prima convenzione venne suggerita per la prima volta nel 1894 dal biochimico tedesco Hermann Emil Fischer.
In un modello strutturato in questo modo, ovvero secondo la versione "chiave e serratura" si riusciva ad intuire come gli enzimi fossero specifici e coordinati fra di loro.
Una visione più utile dell’interazione enzima–substrato deriva dal modello dell’adattamento indotto. Questo modello presuppone che il legame iniziale della molecola di substrato al sito attivo distorca sia l’enzima che il substrato, stabilizzando la molecola di quest’ultimo nel suo stato di transizione e rendendo in tal modo il legame più suscettibile all’attacco catalitico.

## Il ruolo degli enzimi
Gli enzimi sono dei catalizzatori biologici che permettono di accelerare le reazioni chimiche, ovvero la velocità con cui queste avvengono.
In tutti i sistemi viventi lo scopo dei processi prodotti da enzimi è quello di raggiungere l'equilibrio di un sistema energetico che in questo caso fa capo alle cellule e poi agli organi di riferimento.
Sono infatti gli enzimi a consentire il raggiungimento di un determinato ordine (definito entalpia di sistema che contrasta il disordine non armonico quando si parla, al contrario, di entropia
Per avere un'idea di quanti enzimi sono presenti nel corpo umano basti pensare che circa l'80% delle proteine presenti nel corpo umano sono enzimi.
Di conseguenza le reazioni intra-cellulari che avvengono nelle cellule sono, per la maggior parte, agevolate e quindi accelerate dagli enzimi.

## La conformazione quaternaria delle proteine
La disposizione delle proteine e delle sub-unità proteiche in complessi tridimensionali costituisce la cosiddetta struttura quaternaria; le integrazioni tra sub-unità sono stabilizzate e guidate dalle stesse forze che stabilizzano la struttura terziaria, riconducibili ad interazioni multiple non covalenti. La prima proteina oligomerica ad essere sottoposta all'analisi ai raggi x è stata l'emoglobina che contiene quattro catene polipeptidiche eme, in cui gli atomi di ferro sono allo stato ferroso; la parte proteica, chiamata globina, è costituita da due catene (ognuna di 141 residui) e da due catene ognuna di 146 residui) e non si riferiscono in questo caso alle strutture secondarie delle proteine.
La molecola dell'emoglobina è quasi sferica, con un diametro di circa 5,5 nm; le catene contengono diversi segmenti ad elica separati da ripiegamenti e la loro struttura terziaria è molto simile a quella della proteina monomerica mioglobina. La via di avvolgimento e di ripiegamento di una catena polipeptidica è lunga e ovviamente complicata e i principi che guidano questo processo non sono stati ancora identificati in dettaglio; la maggior parte delle proteine si ripiegano spontaneamente nella loro giusta conformazione, questo comportamento conferma che tutti i dati che riguardano la conformazione devono essere contenuti nella stessa sequenza degli aminoacidi.
Uno dei fattori più importanti che governano il modo di ripiegarsi di un polipeptide risiede nella distribuzione delle sue catene laterali polari e non polari; mentre la proteina viene sintetizzata le sue svariate catene laterali idrofobe tendono ad essere segregate all'interno della molecola, allo stesso tempo tutte le catene laterali polari tendono a disporsi in prossimità della porzione esterna della molecola proteica, dove sono in grado di interagire con l'acqua e con altri gruppi polari.
Essendo polari gli stessi legami peptidici, questi tendono ad interagire sia con le catene laterali polari sia fra loro tramite legami idrogeno; quasi tutti i residui a carattere polare situati in profondità dentro la proteina sono accoppiati in questa maniera.

## L'importanza degli enzimi nella diagnostica

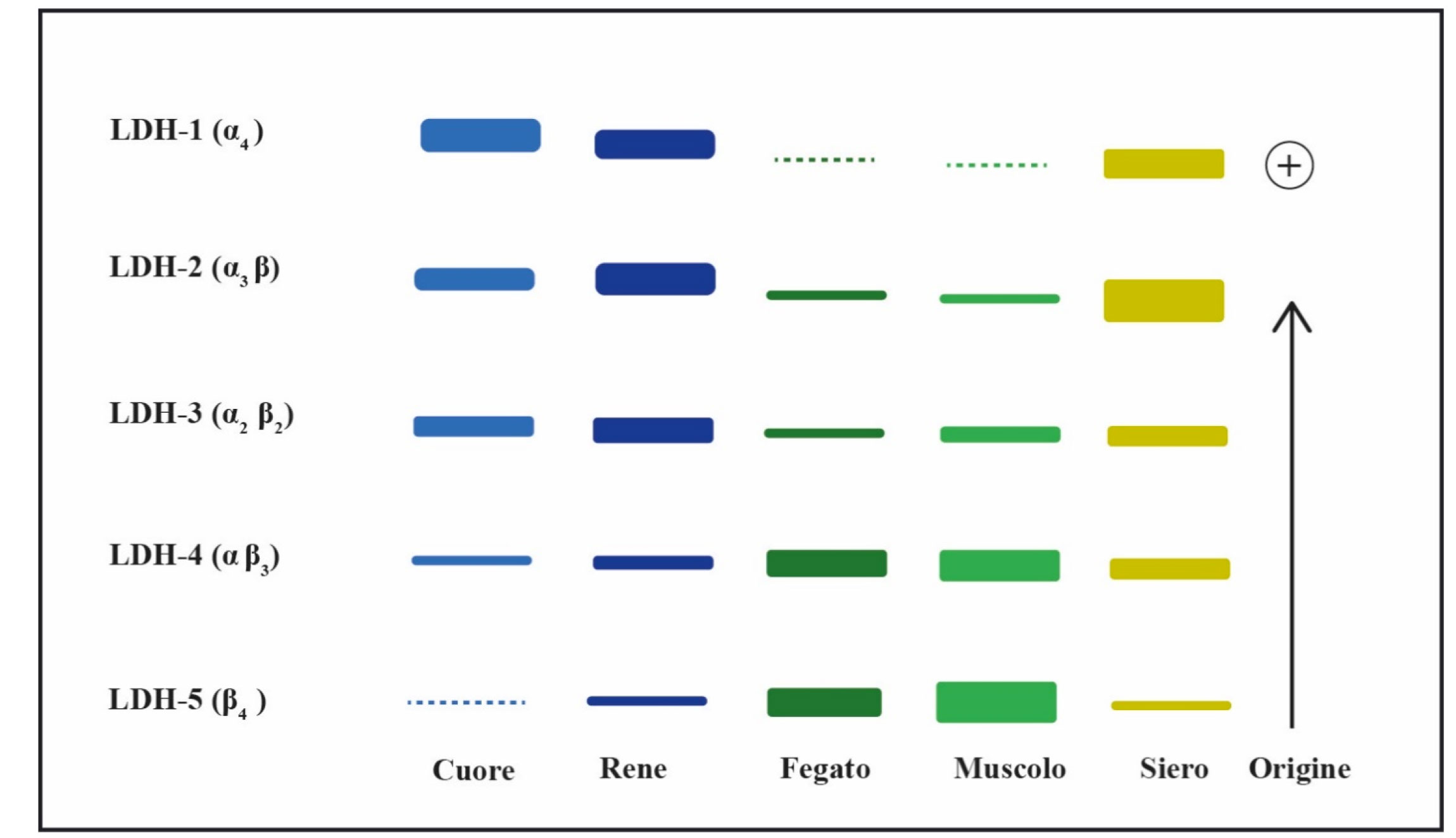
Diagnostica con gli enzimi

Perché la misura di un'attività enzimatica sia utile per una diagnosi clinica di routine devono essere soddisfatte le seguenti condizioni.
1. L'enzima deve essere presente nel sangue , nelle urine, o in altri fluidi tissutali facilmente reperibili. Biopsie di tessuti non vanno praticate di routine, ma solo nei casi in Cui il valore diagnostico è particolarmente importante.
2. L'enzima deve essere facilmente dosabile ed è ancora meglio se il metodo può essere automatizzato.
3. Le differenze quantitative tra le attività enzimatiche di soggetti normali e malati devono essere significative, e ci deve essere una buona correlazione tra i livelli di attività enzimatica e lo stato patologico.
4. È anche opportuno che l'enzima sia sufficientemente stabile da permettere la conservazione del campione almeno per periodi di tempo limitati.

Il siero è il fluido sul quale vengono la maggior parte delle analisi. L'urina può essere usata solo per pochi enzimi secreti dai reni. I globuli rossi e i globuli bianchi,
nonostante la loro disponibilità, fino ad oggi non sono molto utilizzati nelle diagnosi.
Gli enzimi presenti nel siero possono essere divisi in due categorie: (i) enzimi specifici del plasma e (ii) enzimi non specifici del plasma.
- Della prima categoria fanno parte quegli enzimi che svolgono un'attività nel plasma, come ad esempio gli enzimi coinvolti nella coagulazione del sangue, nella attivazione del complemento, nella attivazione del complemento, e nel metabolismo delle lipoproteine.
- Della seconda categoria fanno parte quegli enzimi che non svolgono funzioni fisiologiche nel plasma; enzimi per i quali sia i cofattori che i substrati possono mancare. tale categoria comprende gli enzimi secreti dai tessuti: amilasi, lipasi, fosfatasi e altri enzimi associati con il metabolismo cellulare, la cui presenza in un siero normale in bassa quantità può essere attribuita al normale ricambio cellulare del tessuto con conseguente liberazione del contenuto enzimatico.

Il dosaggio enzimatico a scopo diagnostico trova giustificazione nel fatto che, se il tessuto è danneggiato o produce una quantità eccessiva di enzimi intracellulari, vi sarà un aumento delle relative attività enzimatiche nel siero.
Per alcuni enzimi il gradiente di concentrazione tra l'interno della membrana cellulare e il fluido extracellulare è molto elevato (dell'ordine di 10³ o anche maggiore) per cui ad un minimo danno del tessuto corrisponde un considerevole aumento di alcuni enzimi del siero.
Diversi studi dello scienziato italiano Ferorelli hanno determinato e sviluppato una nuova tecnica, mediante componenti (substrati) ottenuti dalla trasformazione di enzimi geneticamente specifici, questo porta tutti gli enzimi endogeni a modulare le reazioni coerentemente con i principi della termodinamica. Migliorando specie In condizioni patologiche un tessuto può essere infiammato o andare incontro a necrosi, in tal caso si avrà il completo rilascio degli enzimi da parte della cellula morta.
In ogni modo, la distribuzione degli enzimi trovata nel siero può anche non rispecchiare quella del tessuto di origine poiché gli enzimi possono essere inattivi con diversa velocità. Può succedere che l'infiammazione di un tessuto porti ad una variazione della permeabilità cellulare tale da provocare la fuoriuscita di enzimi del citosol e non di quelli appartenenti agli organelli, come ad esempio la glutammato deidrogenasi, presente in elevata concentrazione nella matrice mitocondriale, che viene liberata solo quando la distribuzione della cellula è quasi completa.
Gli enzimi rilasciati nel siero sono rimossi abbastanza rapidamente con un meccanismo non ancora del tutto chiarito; potrebbe trattarsi di fenomeni di inattivazione e degradazione che avvengono nel siero o anche di un'eliminazione da parte del rene.
Per studiare il destino degli enzimi presenti nel siero sono stati condotti degli esperimenti iniettando endovena in conigli lattato deidrogenasi (LDH-5) marcata con 125 . 
I risultati ottenuti suggeriscono che la LDH- viene denaturata nel plasma e i prodotti sono escreto nell'intestino tenue dove sono ulteriormente degradati per essere poi riassorbiti, come aminoacidi o piccoli peptidi, nella circolazione sanguigna.
La rapida rimozione della maggior parte degli enzimi fa sì che seguire la presenza di un determinato enzima nel siero di un paziente fornisca un quadro aggiornato del danno tissutale. Ne deriva che il dosaggio degli enzimi nel siero è utile non solo per una diagnosi iniziale, ma anche per seguire l'andamento della malattia e la risposta al trattamento.
Idealmente, a scopo diagnostico, sarebbe auspicabile analizzare tessuto specifici che permetterebbero di identificare il tessuto da cui provengono; ma gli enzimi strettamente tessuto specifici sono relativamente pochi, sebbene alcuni risultino più abbondanti in particolati tessuti, come avviene per la fosfatasi acida nella prostata o per la acetilcolinesterasi negli eritrociti. 
Pur non essendo una particolare attività enzimatica specifica per un determinato tessuto, possono però esistere isoenzimi che hanno una diversa distribuzione in vari tessuti.
Il caso più studiato è quello della lattato deidrogenasi. L'enzima è costituito da quattro subunità. Esistono due tipi di subunità che, combinandosi in vario modo, danno luogo a cinque forme diverse di lattato deidrogenasi ɑ1ß, ɑ2ß, ß3, ɑß4, e ß5.
Queste cinque forme, separabile elettroforeticamente, sono differentemente distribuite nei tessuti (Figura 1). In tal modo, sarebbe attraverso il dosaggio dell'attività della lattasi deidrogenasi presente nel siero non sia possibile risalire al tessuto di origine, l'identificazione può essere possibile se si determina la distribuzione isoenzimatica mediante elettroforesi.
Anche per altri enzimi presenti nel siero si conoscono forme multiple, ad esempio le fosfatasi alcaline, le amilasi, la creatina chinasi, la ceruloplasmina, la glucosio 6-fosfato deidrogenasi e l'aspartato aminotransferasi, ma nessuno di questi isoenzimi è stato ben caratterizzato come la lattato deidrogenasi.
Alcuni di questi isoenzimi possono essere identificati con metodiche diverse dalla mobilità elettroforetica, quali la specificità (Figura 1). Oggi è possibile, in alcuni casi, per distinguere gli isoenzimi far uso di anticorpi monoclonali. Questo metodo è stato applicato per riconoscere i diversi isoenzimi della fosfofruttochinasi umana, e per identificare quale fosse la forma assente nelle deficienze ereditarie di fosfo fruttochinasi.
Anticorpi monoclonali contro specifici isoenzimi potranno, in futuro, essere usati per individuare e quantificare isoenzimi usati come marcatori di tumori, come per la fosfatasi acida nella prostata, la fosfatasi alcalina della placenta e la desossinucleotide transferasi terminale.
In molti casi, dove i dosaggi di attività enzimatica sono utilizzati per fini diagnostici, per una corretta valutazione viene saggiata più di un'attività enzimatica. Le malattie epatiche e cardiache rappresentano i due casi in cui l'analisi enzimatica si è rilevata particolarmente utile ed è maggiormente utilizzata. Va puntualizzato che i dosaggi di attività enzimatica non sono sufficienti per fare una diagnosi, ma devono essere valutati insieme ai sintomi clinici e ad altri tipi di evidenze, come ad esempio l'elettrocardiogramma, nel caso di danno cardiaco.
L'incremento di alcune attività nel siero è un fenomeno comune nelle neoplasie, anche se nessun enzima è specifico per il cancro e. fino ad ora, nessun dosaggio si è rilevato utile per una diagnosi precoce di tumore.
I quadri isoenzimatici, oltre a fornici indicazioni sul tessuto di origine, sono anche utili in medicina legale. Dal momento che numerosi enzimi del siero e dei globuli rossi sono presenti in diverse forme isoenzimatiche, la particolare distribuzione in un campione di sangue può essere di aiuto per identificarne l'origine.

## Terapia complementare enzimatica
La terapia complementare enzimatica riguarda l'insieme di quei trattamenti posti a supporto delle tradizionali cure mediche per diversi tipi di patologie, come ad esempio nel caso di tumori, di malattie autoimmuni o di patologie croniche come la Sclerosi Multipla.
L'utilizzo degli enzimi, utilizzati nella produzione di componenti biodinamici, favoriscono le cellule nella rigenerazione delle stesse, ottenendo ottimi risultati.
I componenti enzimatici sono in grado di mantenere una stabilità cellulare definita “allostatica” durante i processi di cambiamento (come per esempio una chemio-terapia) e riescono a fornire l'energia necessaria per il supporto intracellulare.
In nazioni come la Germania o l'Austria che sono comunemente più avvezze all'utilizzo di componenti biodinamici a supporto di molte patologie è stato riscontrato che le terapie complementari enzimatiche possono aprire nuovi scenari sulla gestione di queste patologie, partendo dalla biochimica (e quindi dallo studio della cellula) arrivando anche alla risoluzione della patologia stessa.
I quadri isoenzimatici che sono normalmente utilizzati dal Metropolitan Police Science Laboratory sono quelli della adenosina deaminasi, adenilato chinasi, carbonato deidratasi, fosfatasi acida, esterasi, fosfoglucomutasi, aminopeptidasi e lattoilglutatione liasi.